# Théâtre gallo-romain des Bouchauds
Le théâtre gallo-romain des Bouchauds est situé sur le territoire de la commune de Saint-Cybardeaux, dans le département de la Charente, le long de la voie romaine d'Agrippa (Saintes-Lyon) dite Chemin des Romains ou Chemin chaussé. Les ruines du théâtre gallo-romain des Bouchauds sont au cœur d’une concavité naturelle dans le flanc d’une colline qui accueille un sanctuaire à son sommet.
Il date du Haut-Empire romain.

## Situation géographique
Deux anciennes voies romaines passaient à proximité du site. À 1 km au sud, la voie d'Agrippa de Saintes à Lyon par Limoges et Clermont va d'est en ouest et passe au bourg de Saint-Cybardeaux. L'autre voie partait du site au sud-est vers Angoulême (Iculisma) et Périgueux (Vesunna) et peut-être se prolongeait au nord-ouest vers Aulnay (Avedonacum). Les deux voies se croisaient au sud-est du site à 500 m au sud-ouest de Dorgeville.
Le site occupe par ailleurs un point culminant local, 154 m, dominant la vallée de la Charente qui passe à 4 km au nord-est, et la vallée de la Nouère au sud-ouest.

## Une identification incertaine
La position carrefour du site a pu justifier l'existence d'un marché et d'une agglomération, peut-être le Sermanicomagus (ou Germanicomagus) de la Table de Peutinger.

## Historique

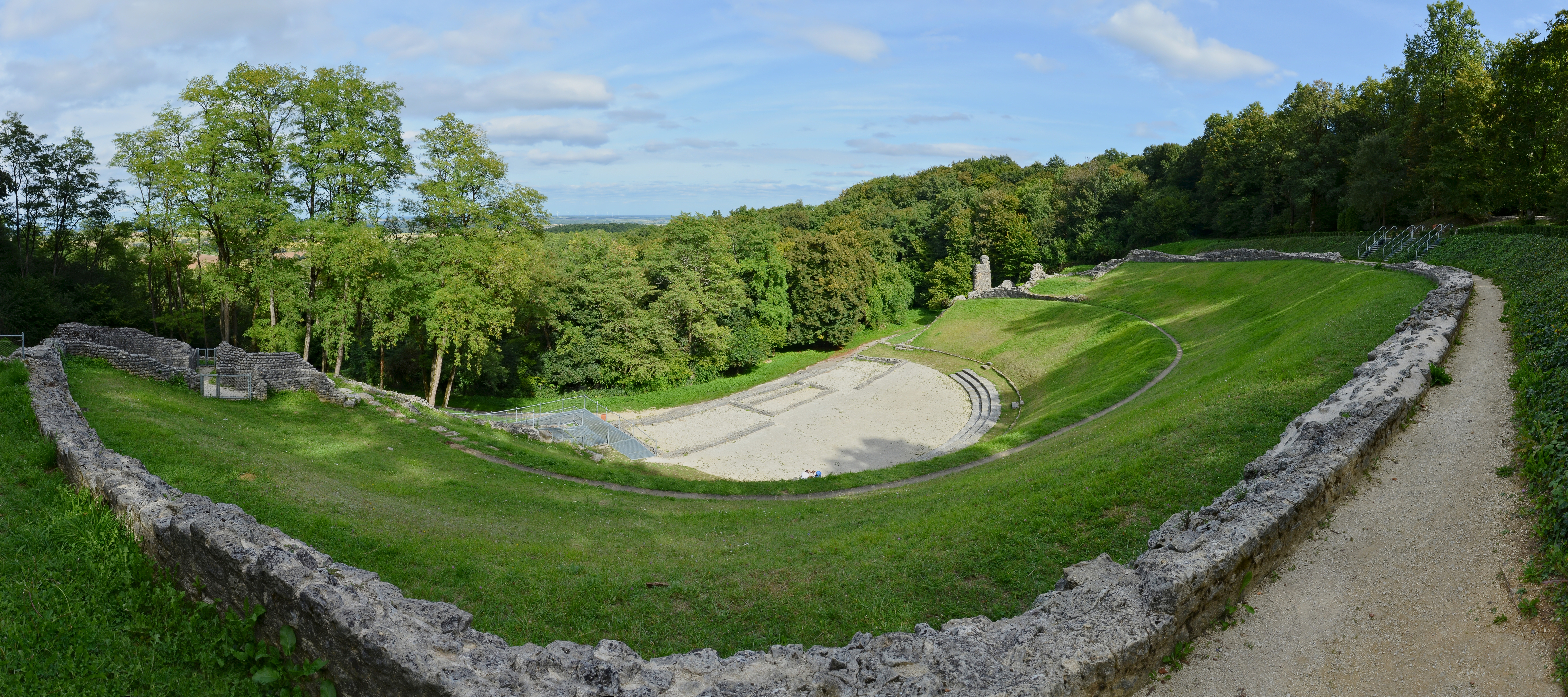
Théâtre gallo-romain.

Après l'abandon du site autour du IVe siècle, la nature recouvre les monuments ne laissant dépasser qu’une maçonnerie qui correspond à un vomitoire de l'édifice. Les habitants des alentours croyaient voir dans ces vestiges des éléments d'un ancien château auquel ils attachèrent des légendes notamment la présence de fées en son sein, l'appelant ainsi « château des Fades »,.
Le site du théâtre gallo-romain est découvert en 1865 par Jean Gontier, qui y entreprend des fouilles sur ses propres deniers, et bataille avec succès pour en acquérir la maîtrise foncière et obtenir le classement au titre des monuments historiques par arrêté du 23 décembre 1881. N'est d'abord dégagée qu'une petite partie du théâtre. Mais ce théâtre, une fois découvert, se dégrade rapidement, et Gontier tente en vain de le faire racheter par l'État, le Conseil général de la Charente et la Société archéologique et historique de la Charente.
Jean Gontier vend peu à peu tous ses biens pour financer les travaux. Pour demeurer le plus près possible du site, il s'installe dans le village de Dorgeville dans une maison (dont certains éléments structuraux - notamment son ancien puits intérieur - font penser qu'elle fut probablement construite sur les fondations de l'une des anciennes villas romaines des environs), prêtée par un généreux passionné, Augustin Berland (la maison est aujourd'hui occupée par Madame Granet, descendante de la famille d'alors).
Épuisé et ruiné, Jean Gontier s'éteint dans cette maison en mettant fin à ses jours le 28 mai 1894. Il est inhumé, en compagnie de son chien qu'il emmena avec lui, sur le site du théâtre, en son point le plus haut.
Après sa disparition, le site est racheté en 1900 par Solange Laporte-Bisquit, épouse du sénateur-maire de Jarnac, et fille de l'amateur d'art et mécène bien connu, Adrien Dubouché de Limoges. Elle s'attache les services de Camille de La Croix, jésuite belge qui vient de fouiller le temple, les thermes romains et le théâtre antique de Sanxay, et qui publie ses observations en 1907. Les fouilles reprennent sur le plateau surplombant le théâtre, puis sur le théâtre lui-même, de 1974 à 1995. 
Ces fouilles archéologiques ont révélé la présence de vestiges d'une agglomération secondaire qui pourrait être la mythique Sermanicomagnus (ou Germanicomagus) de la Table de Peutinger, et se compose d'un ensemble d'habitations, d'un sanctuaire et du théâtre.

## Description

### Le théâtre
Le théâtre gallo-romain des Bouchauds au diamètre de 105,60 mètres, est le plus grand d'Aquitaine, plus grand notamment que le théâtre d'Orange d'un diamètre de 104 mètres. Il pouvait accueillir plus de 5 000 personnes à 6 000 personnes. Il a été creusé et construit au flanc de la colline tandis que le sanctuaire est à son sommet.
Le théâtre a été aménagé sur le flanc nord-est d'une butte de calcaires d'âge kimméridgien supérieur (partie supérieure de la période Jurassique).
La cavea, l'espace qui recevait les spectateurs, est divisée en deux demi-couronnes. Elle est limitée en bas par un muret, au-dessus de trois rangées de gradins en pierre situés dans l'orchestre. Le père de la Croix n'a pas trouvé de gradins en pierre dans la cavea mais la présence de nombreux clous lui a fait supposer que le public s'asseyait sur des gradins en bois. Les spectateurs les plus prestigieux de la cité s'installaient sur les gradins en pierre qui sont encore visibles dans l'orchestra. L'orchestra est un espace demi-circulaire qui, traditionnellement, accueillait le chœur. Cependant l'aménagement de l'orchestra sur théâtre des Bouchauds n'est pas inhabituel comparé aux autres théâtres ruraux de Gaule. Myriam Fincker et Francis Tassaux ont proposé une interprétation de cet aménagement. L'édifice fonctionnant pour la réalisation du culte impérial, la scène servait à l'installation de l'effigie impériale, avec aux Bouchauds la présence, peut-être d'un temple dont le plan a été retrouvé. Ainsi, les images impériales font face à la communauté civique installée dans la cavea, avec, au premier rang, les citoyens remarquables (flamines, décurions...) ; entre les deux, dans l'orchestra se déroulaient les jeux en l'honneur du culte impérial. Ces cérémonies marquaient l'union entre les communautés civiques et le pouvoir impérial.
Le théâtre fut construit au début du Ier siècle, mais des aménagements sous forme de rangées de gradins dans l'orchestre et de passages entre l'orchestre et la cavea datent du IIIe siècle.

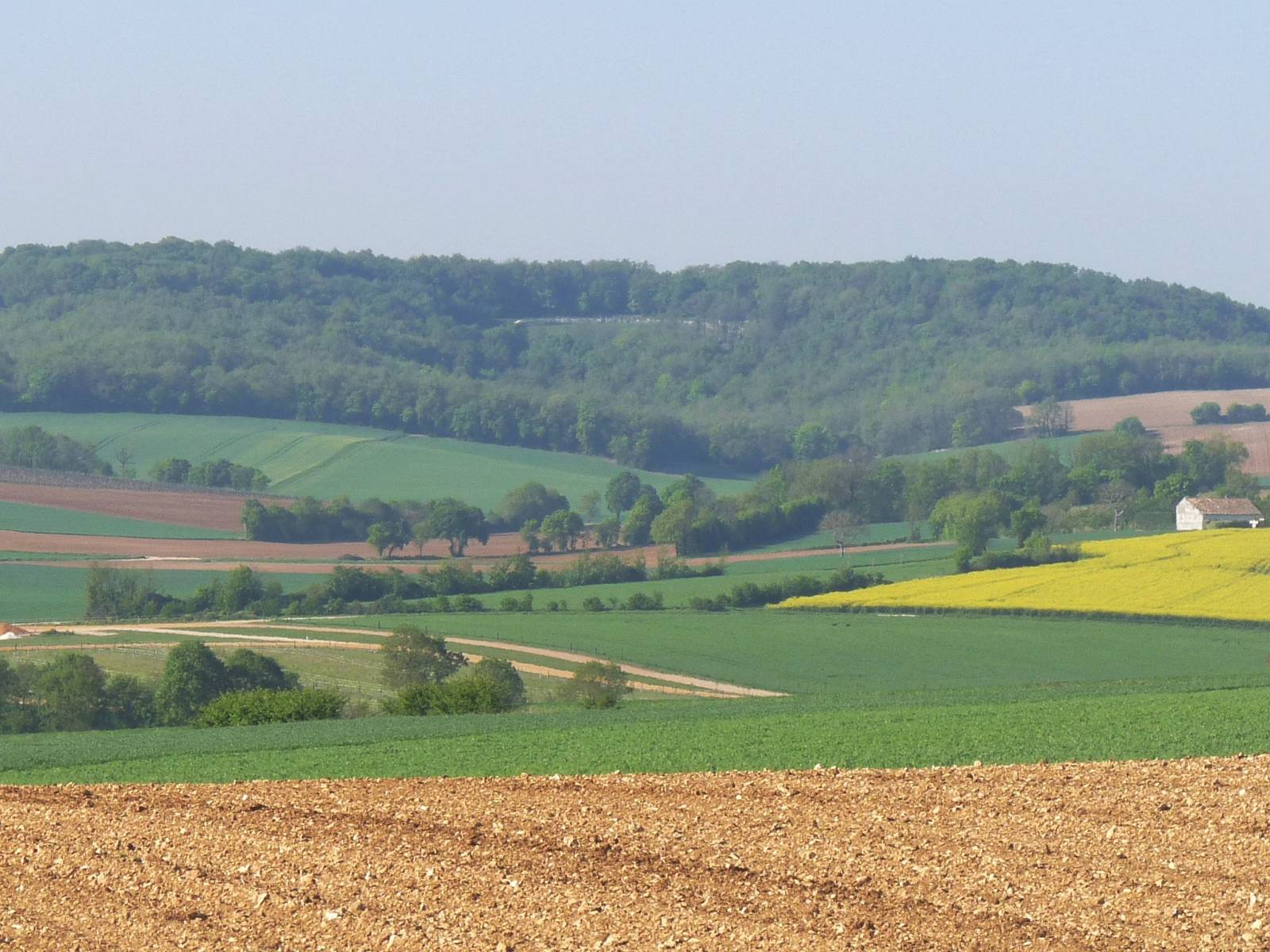
Les Bouchauds vus depuis Genac.
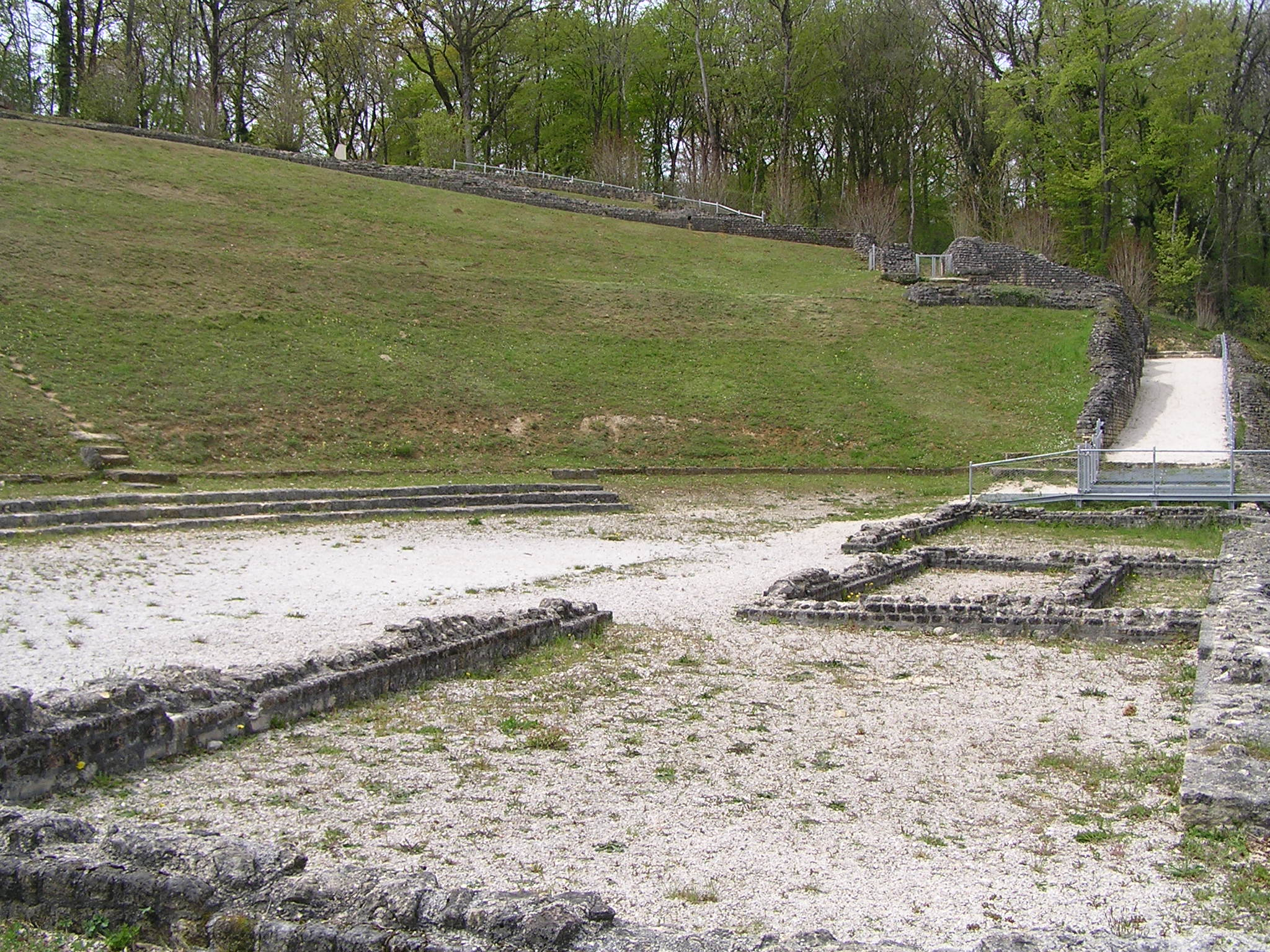
La scène.
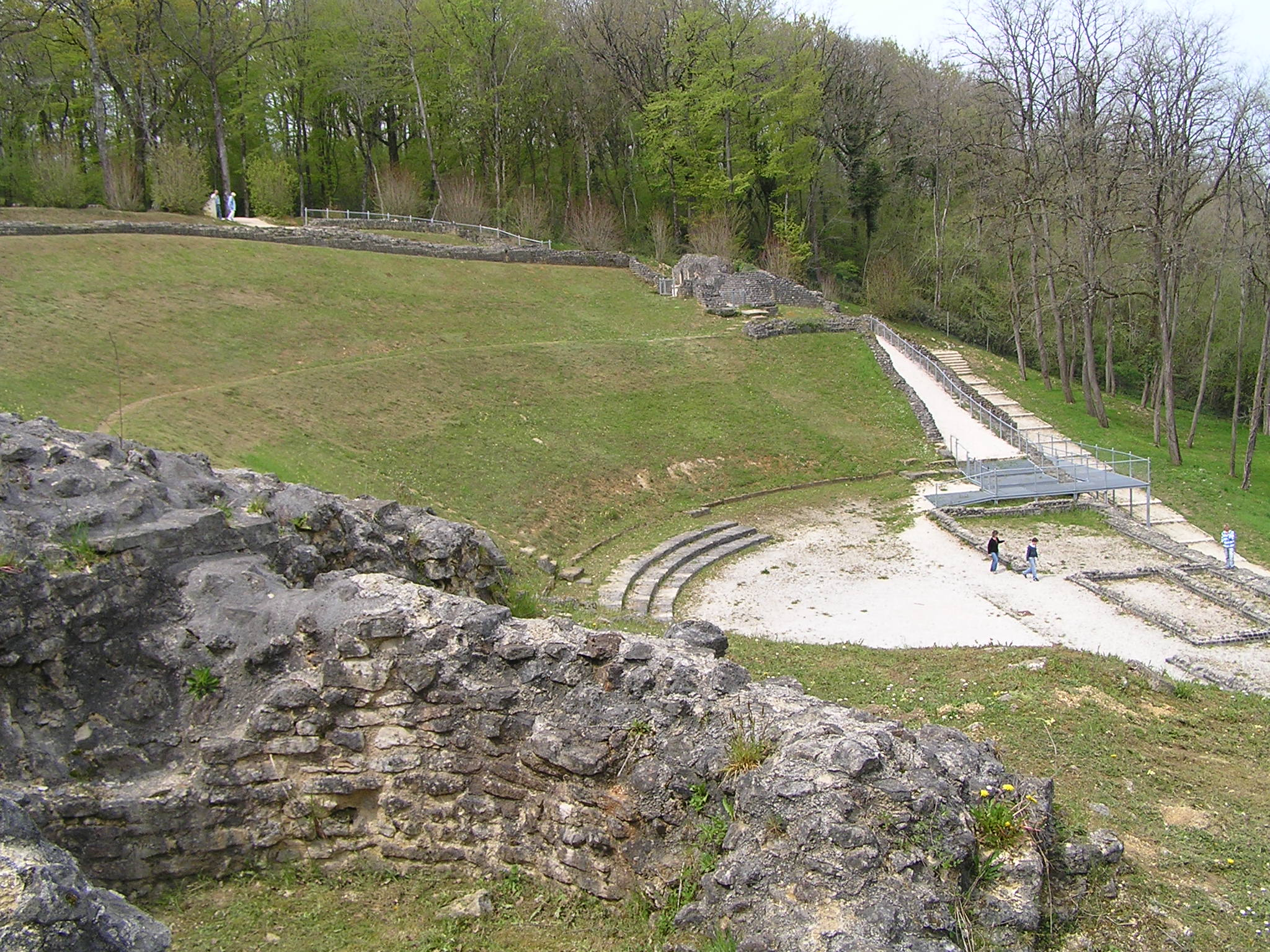
Vue depuis la rampe d'accès Est.
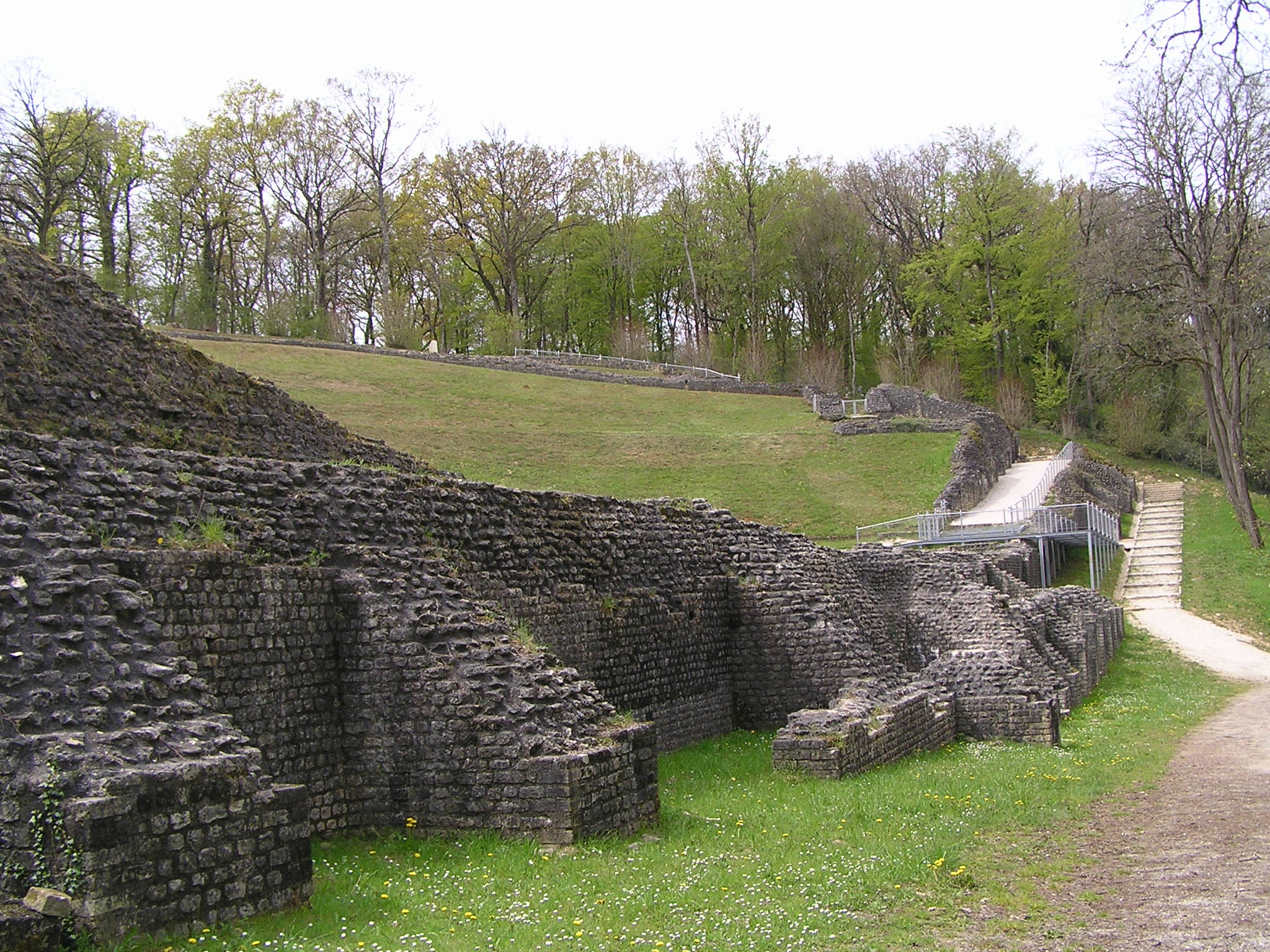
Les parados.
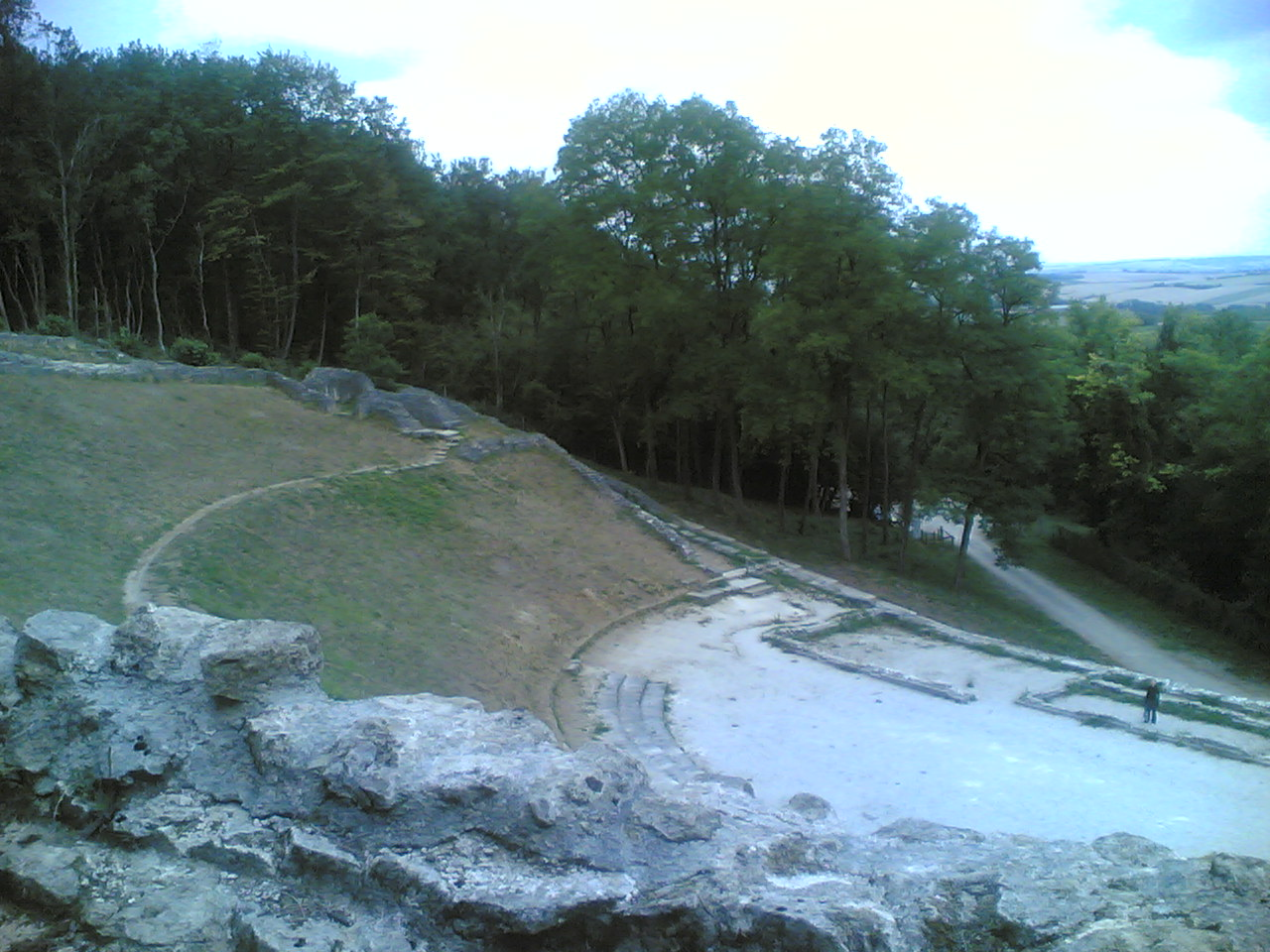
Théâtre gallo-romain des Bouchauds.

### Le sanctuaire

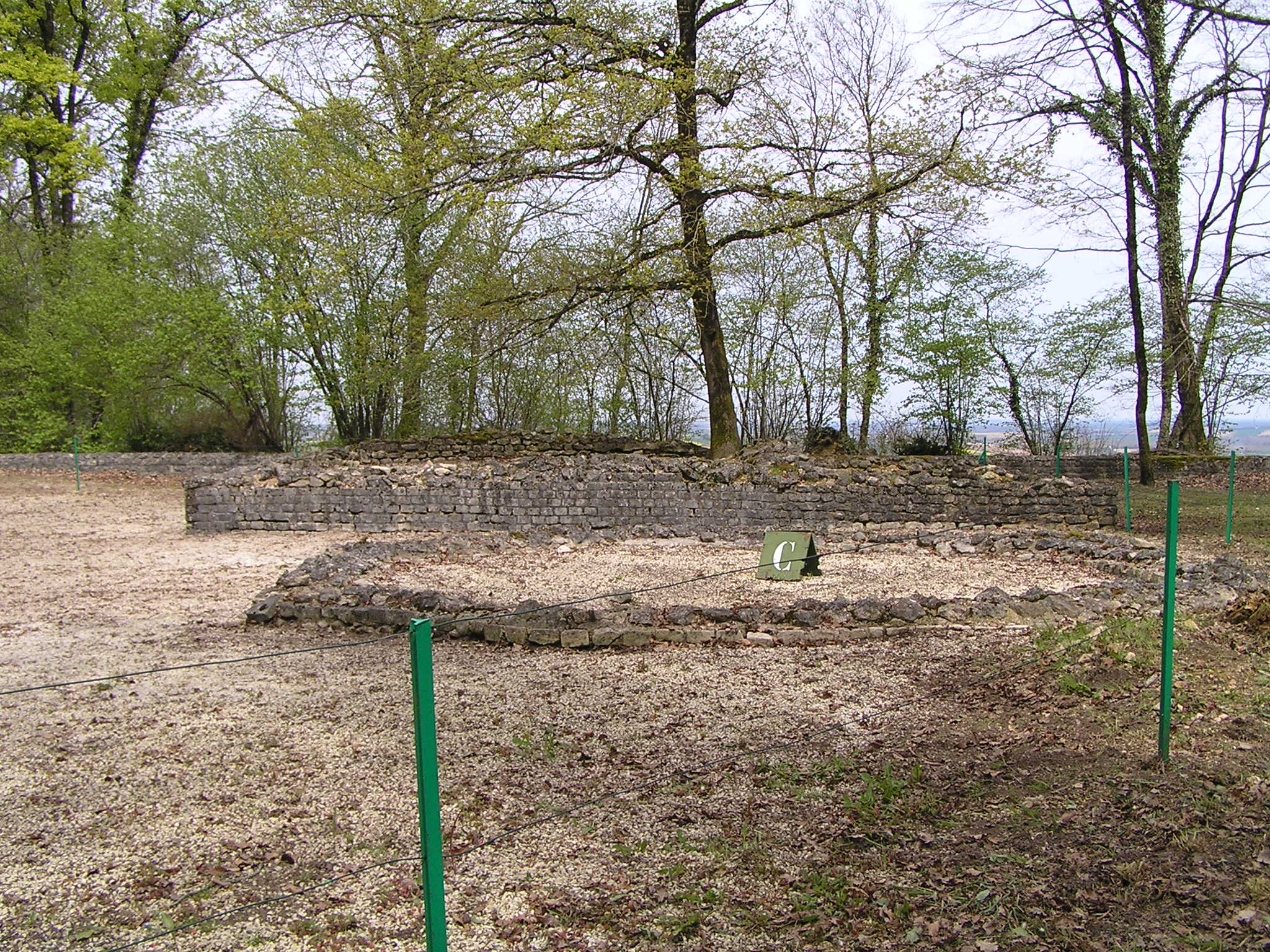
Le sanctuaire avec les fondations du temple octogonal.

Situé au sommet de la colline, en haut du théâtre, un péristyle enserre deux ensembles, dont l'un date du Ier siècle et l'autre de la fin du IIe siècle ou du début du IIIe siècle.
L'aire orientale est la plus ancienne. Ont été découvertes les fondations de deux temples de plan différent : un temple octogonal et un temple rectangulaire. Lors des fouilles du temple octogonal, de tradition celtique, les archéologues ont découvert un grand nombre de pièces de monnaie datant du Ier siècle. C'est sûrement une preuve de la présence d'un trésor de fondation, c'est-à-dire une offrande faite à la divinité du temple avant la construction du temple. Le second temple de cet espace se compose d'un pronaos et d'une cella ce qui le range parmi les temples de tradition gréco-romaine. 
L'aire occidentale est plus vaste que la précédente et présente deux temples de forme identique : des fana. 
Il n'a été retrouvé aucune inscription, mais une statue de Mercure en argent doré à la feuille d'or. Cependant, il faut rester prudent, la découverte de cette magnifique statuette s'est faite de manière fortuite, dans un contexte archéologique compliqué. Il ne présage en rien des divinités vénérées aux Bouchauds. 

D'autres pièces ont été également découvertes, les plus anciennes sont datées de la deuxième moitié du Ier  siècle av. J.-C., ce qui laisse supposer que les lieux étaient déjà occupés à la fin de la période gauloise. Le reste du monnayage s'étale sur environ deux siècles jusqu'à Marc Aurèle.

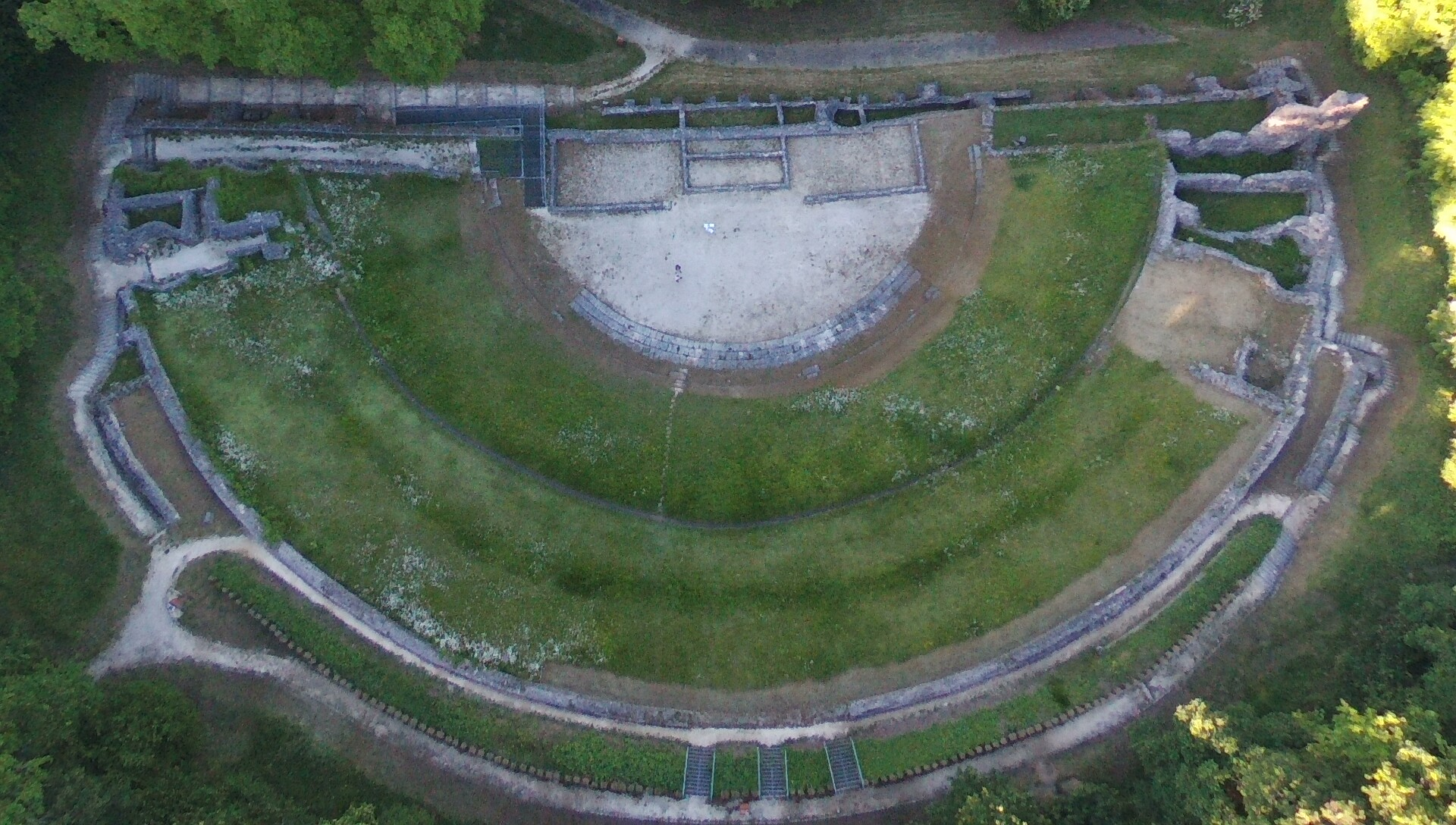
Vue du ciel à 70 m de hauteur environ.

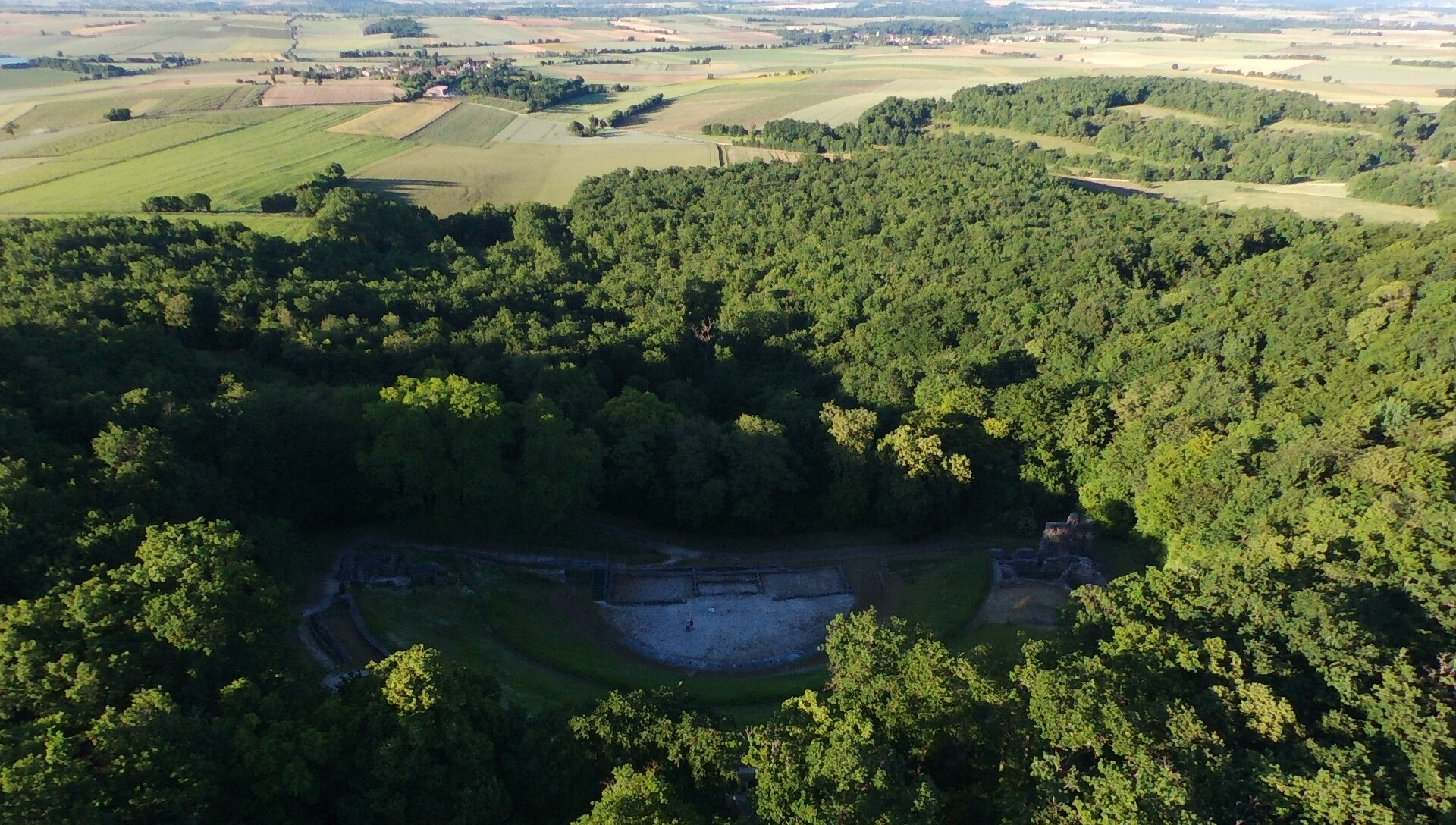
Vue panoramique à 80 m de hauteur.

Le sanctuaire est aussi classé monument historique depuis 1992.

### L'habitat
Il n'a pas encore été fouillé.
Des sondages ont permis de découvrir des thermes.

## Vocation du sanctuaire et du théâtre
On ignore le nom des divinités qui étaient vénérées dans le sanctuaire. La découverte de la statue de Mercure ne nous apporte aucune certitude, bien que Mercure fut la principale divinité vénérée en Gaule selon César.
De toute évidence, le théâtre n'est pas un bâtiment voué aux loisirs mais à des cérémonies religieuses. Associé à des sanctuaires de tradition celtique, il était lié au culte impérial. Lors des cérémonies, les citoyens partaient probablement du sanctuaire pour se rendre en procession au théâtre et y assister à des sortes de mystères joués par des troupes d'acteurs dans l'orchestra et non sur la scène comme dans un théâtre classique romain tel celui d'Orange.
Le site des Bouchauds offre donc une superbe illustration de ce que fut le monde gallo-romain, mélange de tradition celtique et de nouveautés apportées par les conquérants.

## Visites et animations
Les visites sont libres toute l'année.
L'été sont organisées des visites guidées, des visites archéologiques thématiques, des animations et les nuits gallo-romaines.
Le théâtre est aussi le cadre des Sarabandes des Bouchauds